# NGC 5907

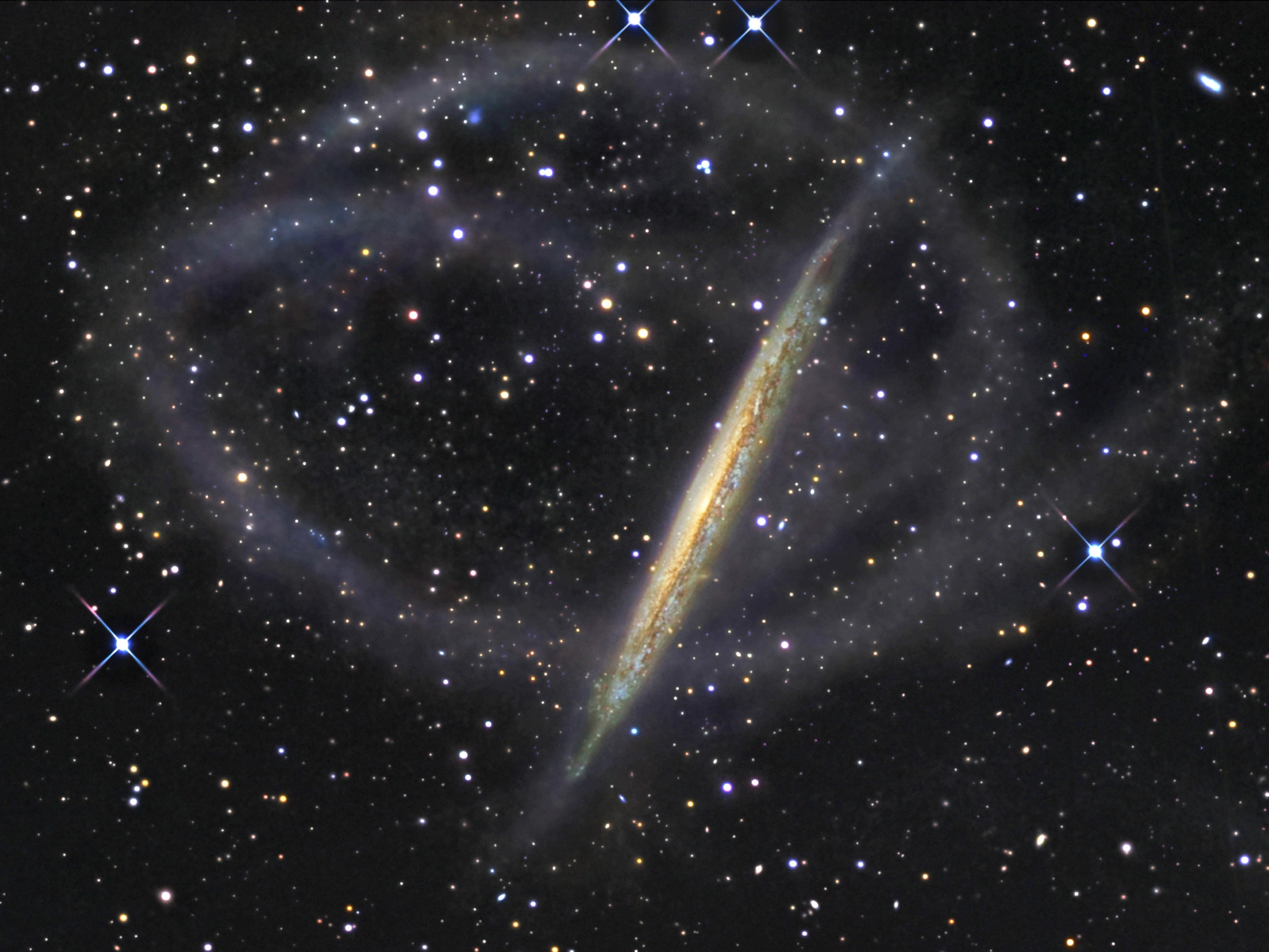
NGC 5907

NGC 5907 este o galaxie spirală aflată la aproximativ 50 de milioane de ani-lumină în constelația Dragonul. 